# Malé Přítočno
Obec Malé Přítočno se nachází v okrese Kladno, kraj Středočeský. Ve vzdálenosti 4 km severně leží statutární město Kladno, 14 km severně město Slaný, 17 km jižně město Beroun a 20 km severovýchodně město Kralupy nad Vltavou. Žije zde 307 obyvatel.

## Historie
První písemná zmínka o obci pochází z roku 1354.

### Územněsprávní začlenění
Dějiny územněsprávního začleňování zahrnují období od roku 1850 do současnosti. V chronologickém přehledu je uvedena územně administrativní příslušnost obce v roce, kdy ke změně došlo:
- 1850 země česká, kraj Praha, politický okres Smíchov, soudní okres Unhošť[4]
- 1855 země česká, kraj Praha, soudní okres Unhošť[4]
- 1868 země česká, politický okres Smíchov, soudní okres Unhošť[4]
- 1893 země česká, politický okres Kladno, soudní okres Unhošť[5]
- 1939 země česká, Oberlandrat Kladno, politický okres Kladno, soudní okres Unhošť[6]
- 1942 země česká, Oberlandrat Praha, politický okres Kladno, soudní okres Unhošť[7]
- 1945 země česká, správní okres Kladno, soudní okres Unhošť[8]
- 1949 Pražský kraj, okres Kladno[9]
- 1960 Středočeský kraj, okres Kladno[10]

### Rok 1932
V obci Malé Přítočno (415 obyvatel) byly v roce 1932 evidovány tyto živnosti a obchody: 3 hostince, továrna na hrnčířské zboží, kovář, 5 rolníků, řezník, 2 obchody se smíšeným zbožím, trafika.

## Pamětihodnosti
- Pomník obětem světových válek, na návsi u obecního úřadu
- Pomník leteckého neštěstí, u lesíka mezi poli východně od obce. Při zřícení letounu DC-3 (OK-XDU) Čsl. aerolinií dne 13. února 1947 zahynula tříčlenná posádka.

## Doprava
- Silniční doprava – Osu obce tvoří silnice I/61 v peáži se silnicí II/101 spojující Kladno s dálnicí D6 a Unhoští. Po hranici katastru probíhá dálnice D6 Praha – Karlovy Vary s exitem 12 (Unhošť).
- Železniční doprava – Obec Malé Přítočno leží na železniční trati 120 Praha – Kladno – Rakovník. Jedná se o jednokolejnou celostátní trať, doprava na ní byla v úseku z Prahy do Kladna zahájena roku 1863. Přepravní zatížení tratě mezi Prahou a Kladnem v pracovních dnech roku 2011 činilo obousměrně 8 rychlíků, 11 spěšných vlaků a 21 osobních vlaků.[12] Po trati vede linka S5 (Praha – Kladno) a R5 (Praha – Kladno – Rakovník) v rámci pražského systému Esko. Na jižním okraji obce leží mezilehlá železniční stanice Unhošť, rychlíky a spěšné vlaky zde nestaví.
- Autobusová doprava – V obci zastavovaly v září 2011 autobusové linky jedoucí do těchto cílů: Beroun, Hořovice, Kladno, Praha, Příbram, Rudná.[13]

## Galerie

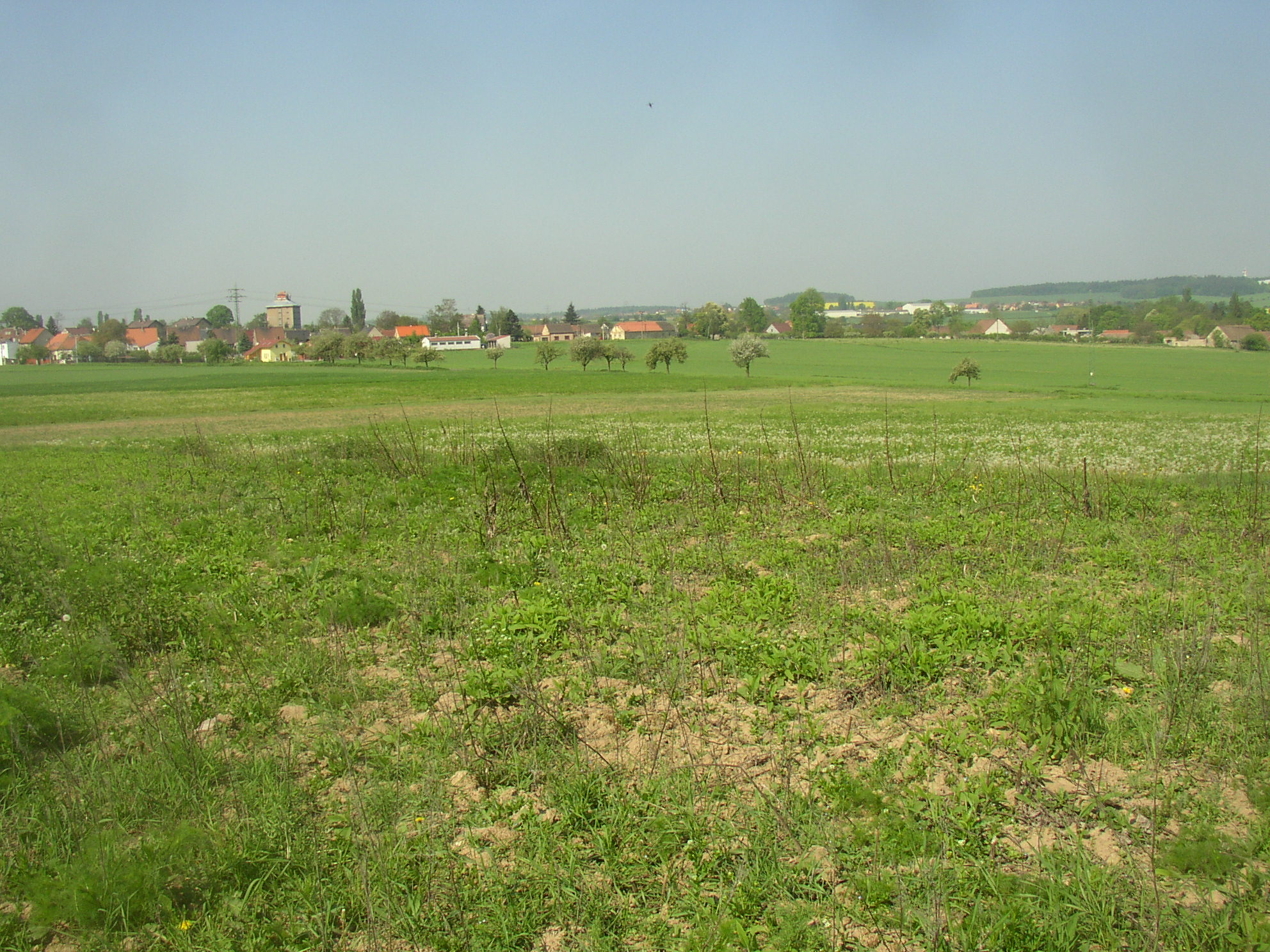
Celkový pohled na Malé Přítočno od východu
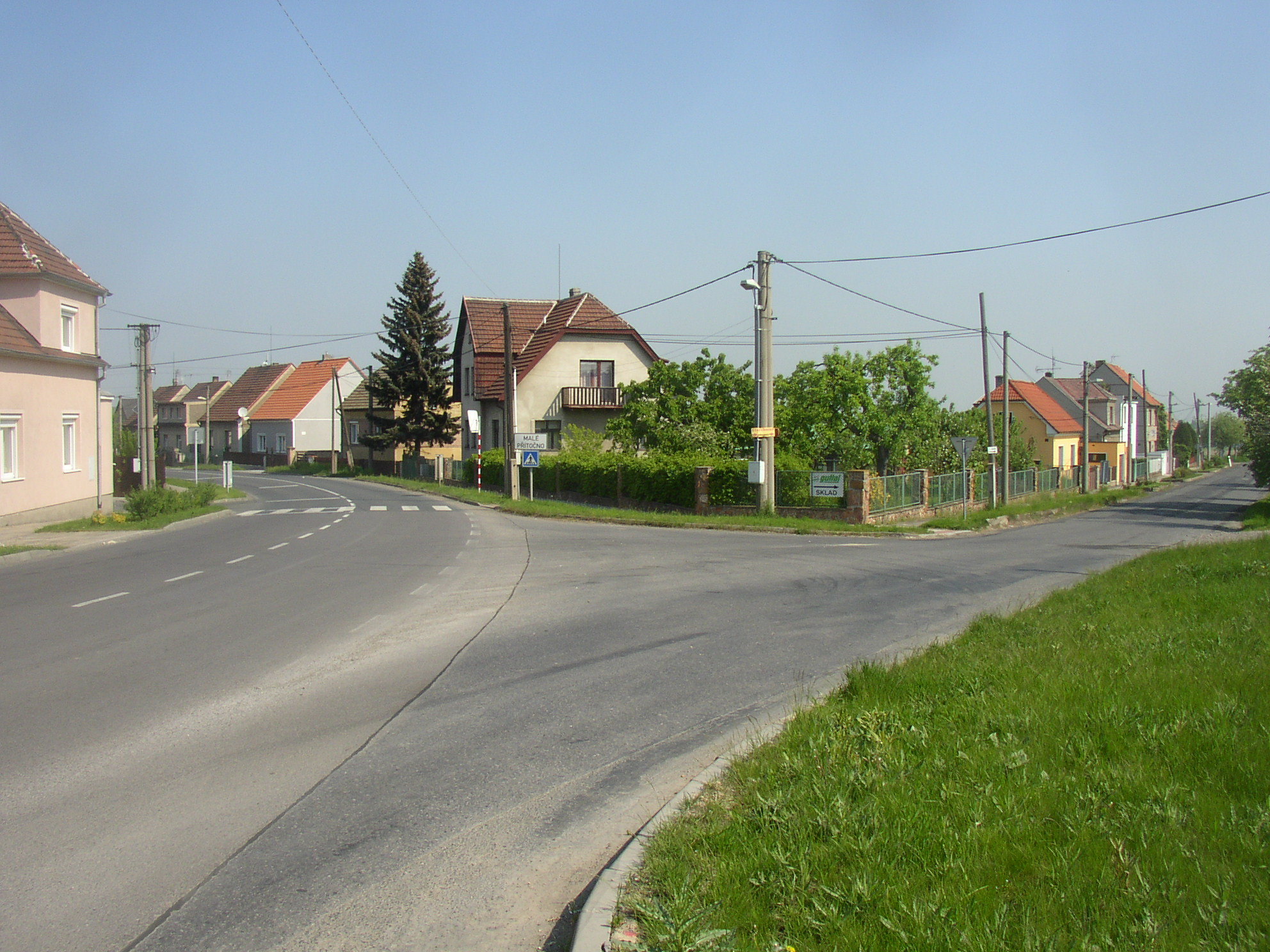
Křižovatka na jihu obce
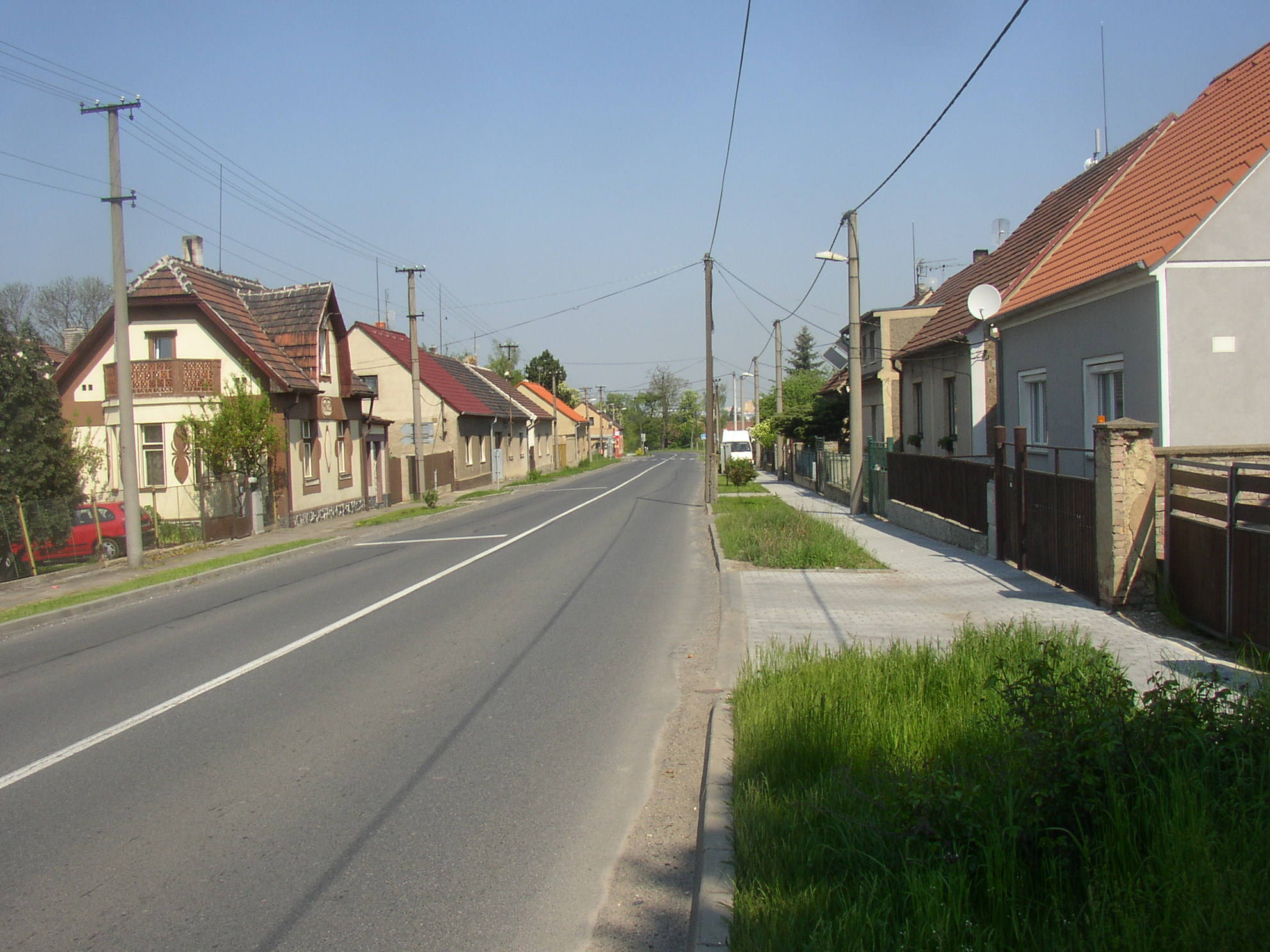
Průjezd jižní částí obce
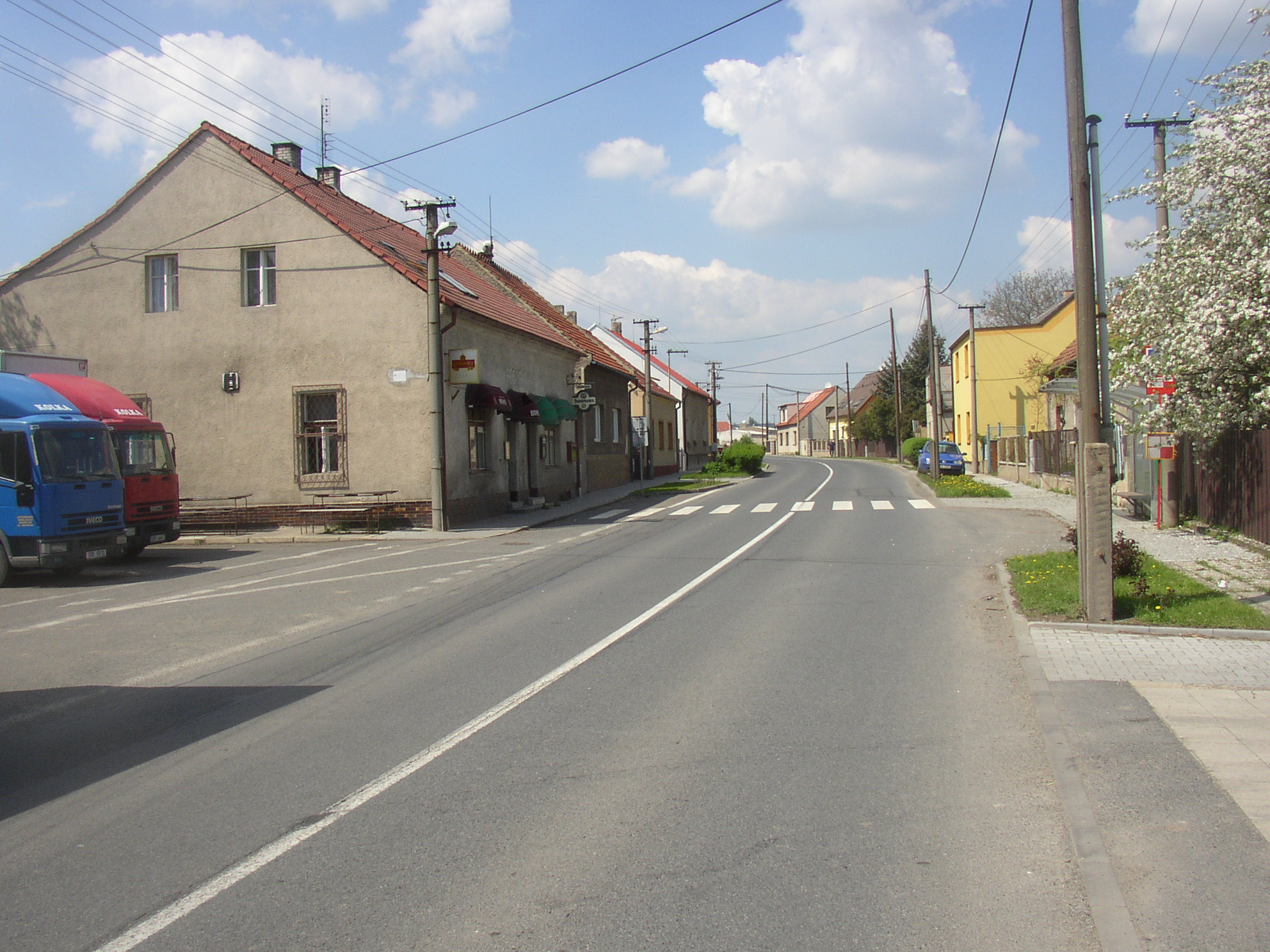
Průjezd severní částí obce
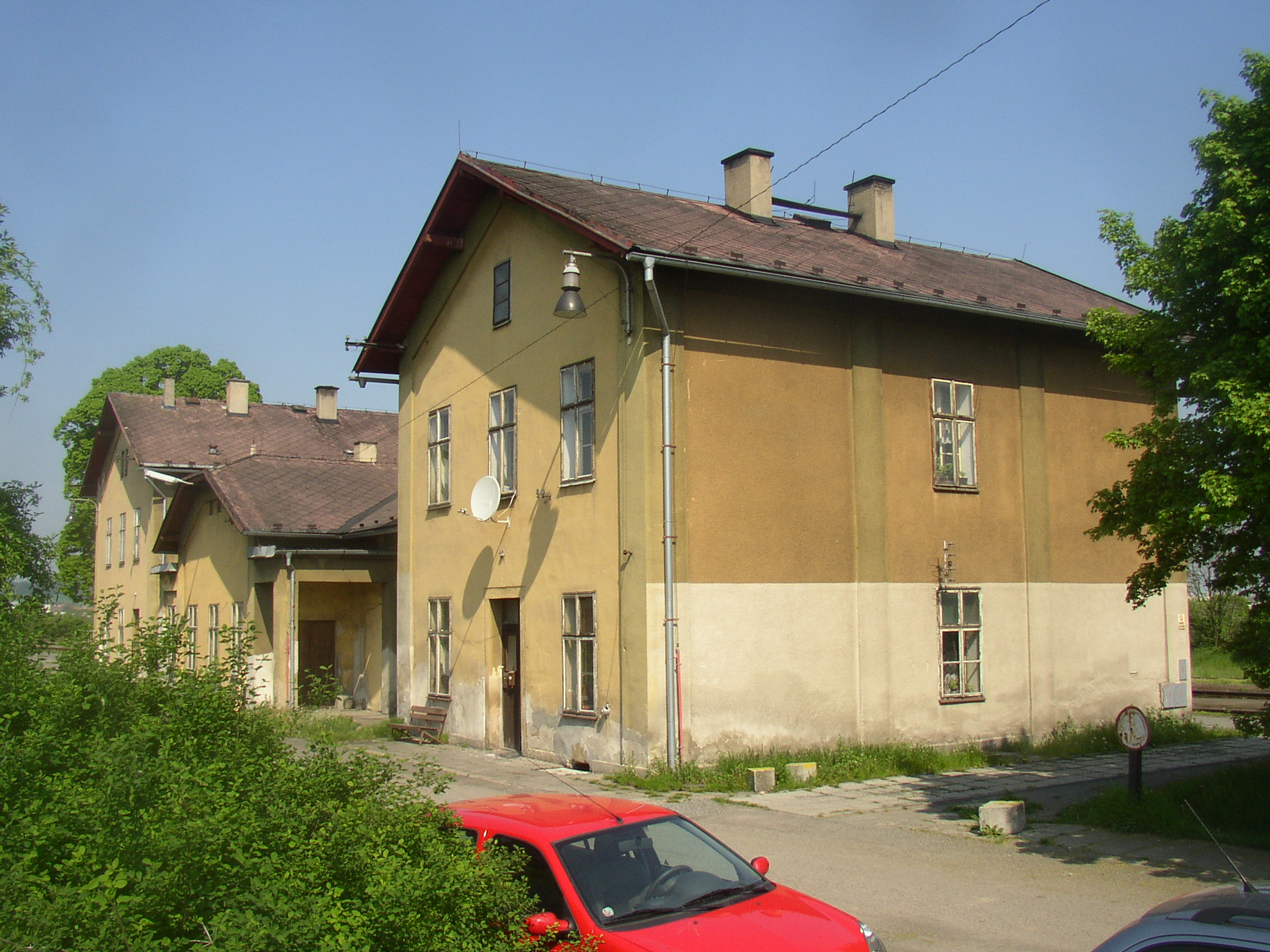
Železniční stanice Unhošť
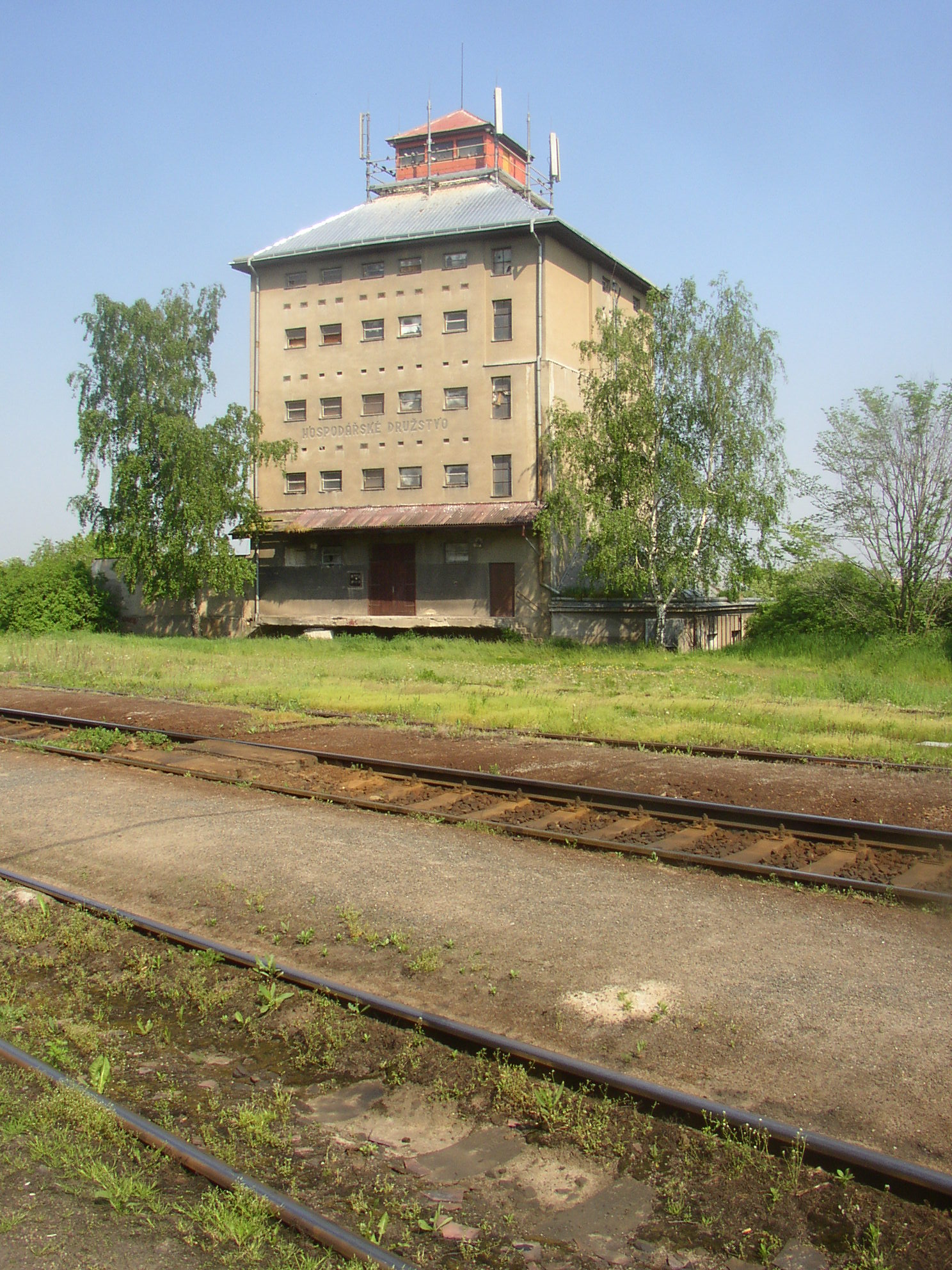
Sýpka při železniční stanici
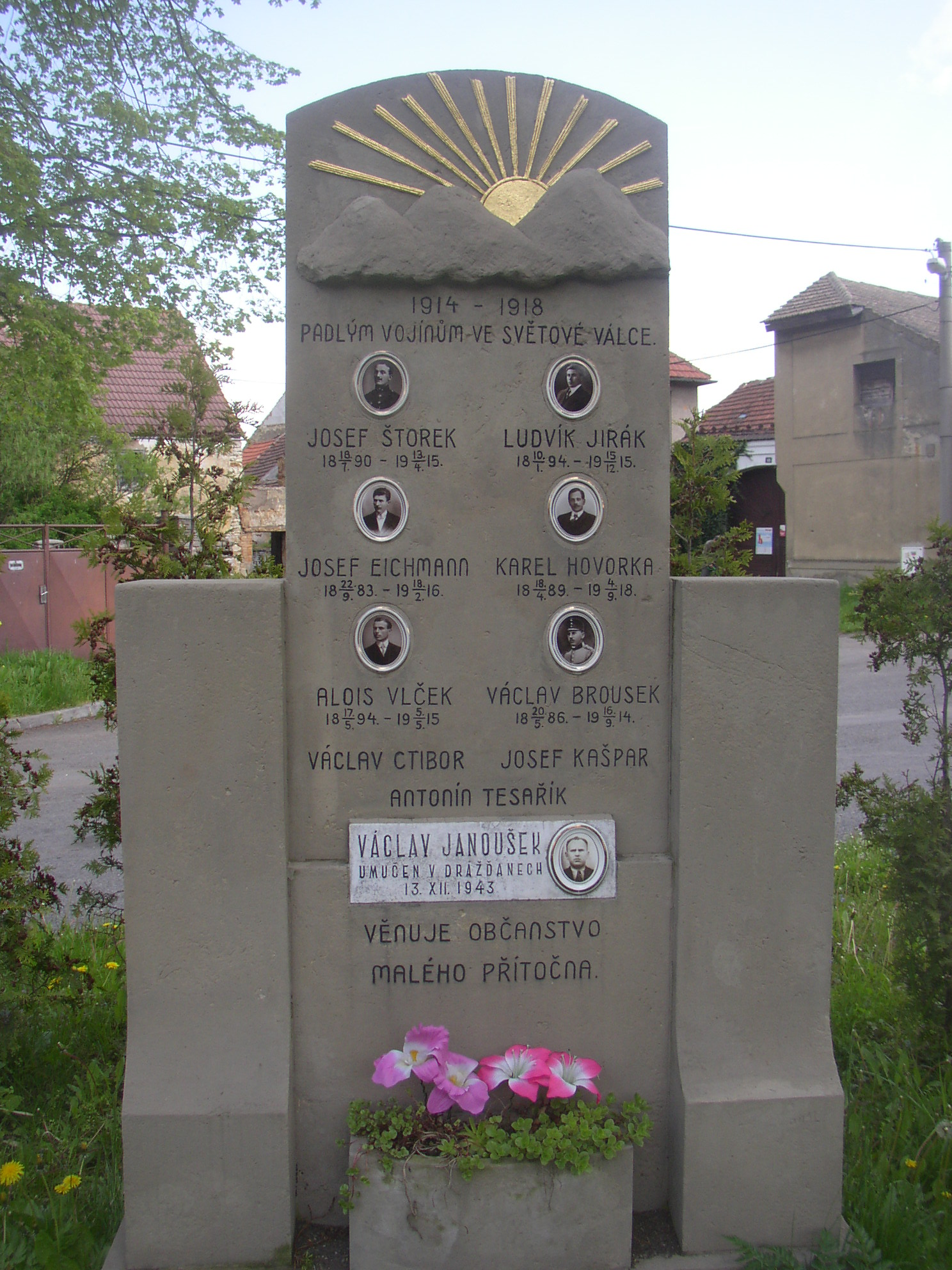
Pomník obětí války
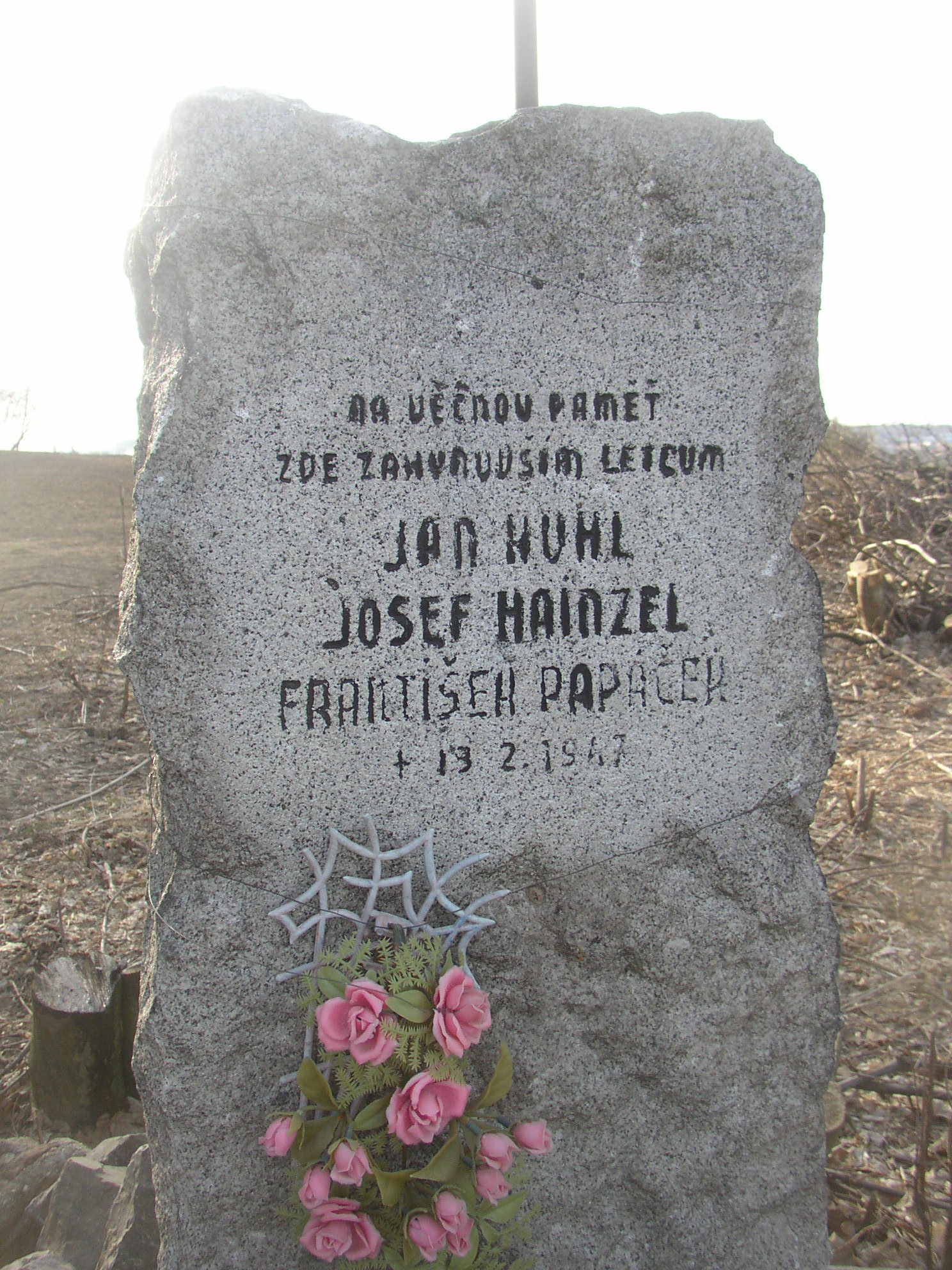
Pomníček letců